# Pseudoeurycea cochranae
Espèce
Synonymes
- Bolitoglossa cochranae Taylor, 1943

Statut de conservation UICN

 VU  : Vulnérable
Pseudoeurycea cochranae est une espèce d'urodèles de la famille des Plethodontidae.

## Répartition
Cette espèce est endémique de l'État d'Oaxaca au Mexique. Elle se rencontre de 2 200 à 2 700 m d'altitude dans la Sierra Madre del Sur.

## Étymologie
Cette espèce est nommée en l'honneur de Doris Mable Cochran.

## Publication originale
- Taylor, 1943 : Herpetological Novelties from Mexico. The University of Kansas science bulletin, vol. 29, no 8, p. 343-361 (texte intégral).